# Mestor (Sohn des Priamos)
Mestor (altgriechisch Μήστωρ Mḗstōr) ist in der griechischen Mythologie einer der Söhne des Priamos, seine Mutter ist unbekannt.
Mestor wurde während des Trojanischen Krieges von Achilleus erschlagen, nachdem Aeneas, dessen Kühe Achill auf dem Berg Ida stehlen wollte, geflohen war. Priamos beklagte den Tod des Sohnes bitterlich und stellte Mestor, den er zuerst anführt und einen göttlichen Helden nennt, neben Hektor und Troilos.